# تقادم رقمي

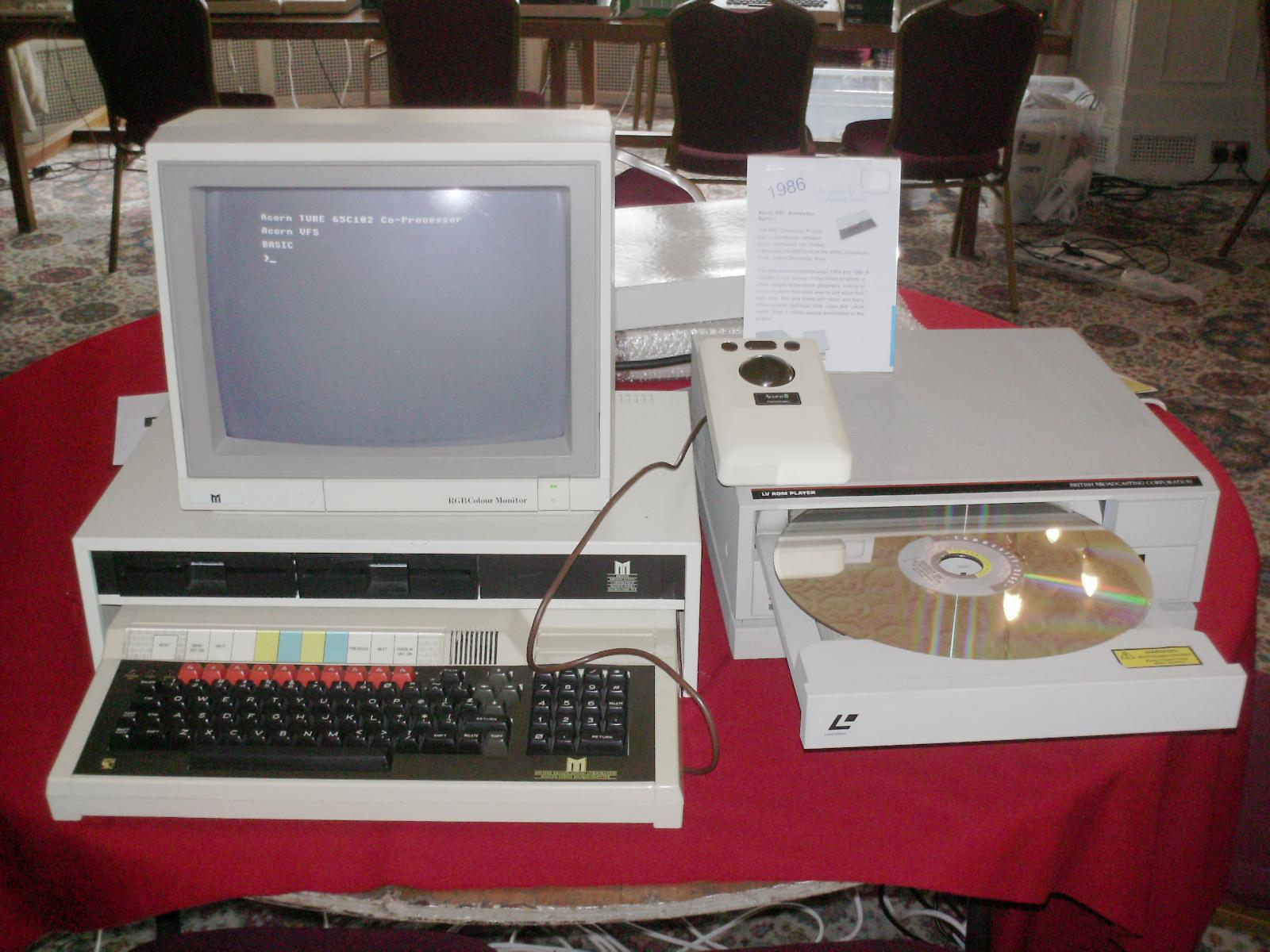

تقادم رقمي (بالإنجليزية: Digital obsolescence)‏ هي الحالة التي تكون فيها المصادر الرقمية غير قابلة للقراءة بسبب عدم توفر الوسائط المادية أوالأجهزة أو البرامج التي تشغلها. والمثال الرئيسي على ذلك هو مشروع BBC Domesday. مكتبة جامعة كورنيل بحث في الحفظ الرقمي (مستضافة الآن على ICPSR) لديه خط زمني لصيغ الوسائط التي عفا عليها الزمن، وتسمى "غرفة الرعب"، توضح كيف يتم إنشاء التقنيات الجديدة بسرعة ثم تلقى جانبا.

## مقدمة
إن التطور والانتشار السريع لمختلف أنواع عتاد الحاسوب، أنماط الترميز الرقمي، أنظمة التشغيل، البرامج العامة أوالمخصصة تضمن أن التقادم الرقمي سيصبح مشكلة في المستقبل. عدة إصدارات من برامج معالجة الكلمات، وسائط تخزين البيانات، معايير ترميز الصور والأفلام تعتبر معايير لوقت قصير، لكن في النهاية تستبدل بإصدارات برامج أحدث أو هاردوير حديث. والملفات المحددة سيتم قرائتها أو تحريرها من خلال برنامج محدد مثلاً ميكروسوفت وورد وستكون غير قابلة للقراءة في برامج أخرى، وكذلك أنظمة التشغيل وعتاد الحاسوب، أيضاً إصدارات البرامج القديمة المطورة من نفس الشركة ستصبح غير قابلة للعمل على المنصة الجديدة (مثال إصدارات مايكروسوفت ووركس الأقدم من 4.5 لا يمكن أن تعمل على منصة ويندوز 2000 أو أحدث)

## تقادم متعمد
أحياناً يتم استخدام تقنيات قديمة في محاولة متعمدة لتجنب تسريب البيانات في إستراتيجية تعرف باسم «الأمن من خلال التقادم».

## روابط خارجية
- مكتبة الكونغرس، استدامة الصيغ الرقمية